# Asymblepharus nepalensis
Asymblepharus nepalensis là một loài thằn lằn trong họ Scincidae. Loài này được Eremchenko & Helfenberger miêu tả khoa học đầu tiên năm 1998.